# 후조
후조(後趙 : 319 ~ 351)는 오호십육국시대 갈족의 석륵에 의해 건국된 나라이다. 국호는 원래 조(趙)이지만, 같은 시대 유요에 의해 건국된 같은 이름의 나라가 있기 때문에 유요의 조를 전조(혹은 조한(趙漢))라 하고, 석륵의 조를 후조라고 구별하여 불렀다. 또는 석씨의 왕조이기 때문에 석조(石趙)라고 부르기도 한다.

## 역사
후조의 시조 석륵은 원래 유연의 휘하에서 활약한 장수였다. 312년에 석륵은 양국을 중심으로 하북 일대에 반독립적인 세력을 구축하였으며, 319년에는 조왕에 즉위하여 완전한 독립국가를 세웠다. 후조와 전조는 화북을 양분하여 서로 대립하였으며, 후조는 주로 낙양 동쪽 지역을 장악하였다. 325년에 전조의 군대를 격파하여 낙양 동쪽 지역에서의 패권을 확보하였으며, 그 결과 동진으로부터 회하 이북의 영토를 대부분 빼앗아 장악하였다. 328년에는 낙양에서 전조의 군대를 격파하고 전조의 황제 유요를 포로로 잡았으며, 329년에는 석호를 파견하여 전조를 멸망시켰다.
330년 2월, 석륵은 천왕에 즉위하였으며 9월에는 황제에 즉위하였다. 333년, 석륵이 죽자 중산왕 석호가 권력을 잡고 태자 석홍을 즉위시켰다. 석호의 전횡에 반발하여 장안 지역에서 일어난 반란을 진압한 석호는 334년에 석홍을 폐위시키고 거섭조천왕(居攝趙天王)을 자처하며 후조를 섭정하여 다스렸다. 석호는 수도를 업으로 옮기고 불교를 진흥하는 등의 업적을 남겼으나, 무리한 토목공사와 대외 원정을 실시하여 국력을 크게 소모시켰다. 338년에는 단부를 멸망시키고, 339년에는 동진을 공격하여 장강 이북 지역을 장악하는 등 세력을 크게 확대하였다. 340년, 342년에는 대규모 원정을 계획하여 가혹한 징병과 징발을 하였으나 큰 성과를 거두지는 못하였다. 346년에는 전량을 공격하였으나 역시 패배하였다.
348년에 후계자 문제로 인해 대규모 숙청이 벌어졌고, 이 과정에서 서쪽으로 유배되었던 10만의 군대가 반란을 일으켰다. 반란은 곧 진압되었으나 후계자 문제와 반란으로 인해 석호는 크게 쇠약해졌으며, 349년에 황제에 즉위한 석호는 곧 사망하였다. 석호가 죽자 11세의 어린 석세가 황제에 즉위하였으나 곧 쿠데타가 일어나 석준이 즉위하였다. 이 과정에서 일어난 혼란으로 인해 동진군이 공격해 오고 각지에서 반란이 일어났다. 또한 쿠데타 과정에서 석호의 양자 석민이 강력한 세력을 형성하였으며, 이를 숙청하려던 석준은 석민의 공격을 받고 폐위·살해되었다. 석민은 석감을 황제에 옹립하고 후조의 실권을 장악하였다. 350년, 석민은 석감을 폐위하고 스스로 황제에 즉위하여 염위를 건국하였다. 이 과정에서 석민은 후조의 주요 민족이던 갈족을 학살하였다. 양국에서 석지가 일시적으로 후조를 부활시켰으나 351년에 부하의 반란으로 살해되어 후조는 멸망하였다.

## 역대 황제 일람
| 대수  | 묘호             | 시호                             | 휘                  | 연호                                              | 재위기간      | 능호           |
| ----- | ---------------- | -------------------------------- | ------------------- | ------------------------------------------------- | ------------- | -------------- |
| -     | -                | 선황제 (宣皇帝) (조 명제 추숭)   | 석사(石邪)          | -                                                 | -             | -              |
| -     | 조 세종 (趙世宗) | 원황제 (元皇帝) (조 명제 추숭)   | 석주갈주 (石周曷朱) | -                                                 | -             | -              |
| 제1대 | 조 고조 (趙高祖) | 명황제 (明皇帝)                  | 석륵(石勒)          | 태화(太和) 328년 ~ 330년 건평(建平) 330년 ~ 333년 | 319년 ~ 333년 | 고평릉(高平陵) |
| 제2대 | -                | 유주 (幼主) (해양왕<海陽王>)     | 석홍(石弘)          | 연희(延熙) 334년                                  | 333년 ~ 334년 | -              |
| -     | -                | 무황제 (武皇帝) (조 무제 추숭)   | 석배사(石㔨邪)      | -                                                 | -             | -              |
| -     | 조 태종 (趙太宗) | 효황제 (孝皇帝) (조 무제 추숭)   | 석구멱(石寇覓)      | -                                                 | -             | -              |
| 제3대 | 조 태조 (趙太祖) | 무황제 (武皇帝)                  | 석호(石虎)          | 건무(建武) 335년 ~ 348년 태녕(太寧) 349년         | 334년 ~ 349년 | 현원릉(顯原陵) |
| 제4대 | -                | 소황제 (少皇帝) (초왕<譙王>)     | 석세(石世)          | -                                                 | 349년         | -              |
| 제5대 | -                | 애황제 (哀皇帝) (팽성왕<彭城王>) | 석준(石遵)          | -                                                 | 349년         | -              |
| 제6대 | -                | 폐황제 (廢皇帝) (의양왕<義陽王>) | 석감(石鑒)          | 청룡(靑龍) 350년                                  | 349년 ~ 350년 | -              |
| 제7대 | -                | 말황제 (末皇帝) (신흥왕<新興王>) | 석지(石祗)          | 영녕(永寧) 350년 ~ 351년                          | 350년 ~ 351년 | -              |

## 같이 보기
- 갈족
- 오호
- 불도징